# マリ共和国の地方行政区画

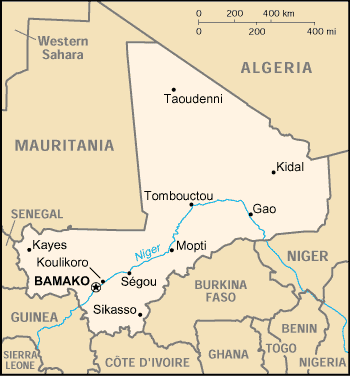
マリ共和国の地図

マリ共和国の地方行政区画（マリきょうわこくのちほうぎょうせいくかく）は、2023年2月22日以降19の州（Region）と1つの特別区に分けられる。さらに各州は156の圏（Cercle）に分けられ、間に466の郡（arrondissement）が、その下に最小単位である819のコミューン（Commune）がある。

## 地方自治の歴史

### フランス領スーダン時代

1922年のフランス植民地と圏の地図

1928年のフランス植民地と圏の地図および統計

フランス領スーダンは全土を圏に分けられた。圏はフランス本土の管轄下にあり、植民地行政官は圏に対するあらゆる権限が与えられた。行政官は圏を定期的に「巡察」することで植民地全体を支配した。一方で各地に存在した伝統的な「国家」はカントンに再編され、伝統的指導者がカントンの長に任命された。カントンは地方行政の基盤となり、植民地支配を補助した。
1911年1月1日、植民地総督令によりコミューンの設置が計画された。1919年1月1日よりバマコとカイが、1920年1月1日よりモプティ・コミューンが発足した。コミューンの市長は総督が任命していた。1953年にセグー、1954年にシカソ・コミューンが創設された。
1955年11月18日、法律N°55-1489によってアフリカ植民地に完全に自立したコミューン（plein exercice）の創設が認められた。同法に基づき、1956年にバマコ、カイ、セグー、モプティが完全なコミューンに改編された。1958年、準コミューン（moyen exercice）としてキタ、カティ、クリコロ、クーティアラ、サン、トンブクトゥ、ガオが創設された。完全なコミューンは市議会が市長を選出し、法人格と財政自主権を持っていたが、準コミューンは植民地政府が市長を任命した。
| 圏番号 | 圏               | 首府（太字）と行政区画         | 面積 (km2) | 人口 (1926年) | 人口密度 |
| ------ | ---------------- | ------------------------------ | ---------- | ------------- | -------- |
| 94     | バフーラベ圏     | バフーラベ                     | 25,000     | 72,063        | 2.9      |
| 95     | バマコ圏         | バマコ、コロカニ、クリコロ     | 38,250     | 237,022       | 6.2      |
| 96     | バンディアガラ圏 | バンディアガラ、ドゥエンツァ   | 45,075     | 229,169       | 5.0      |
| 97     | ブグニ圏         | ブグニ                         | 40,000     | 190,717       | 4.8      |
| 98     | ガオ圏           | ガオ、アンソンゴ、メナカ       | 145,000    | 56,369        | 0.4      |
| 99     | グンダム圏       | グンダム                       | 55,800     | 93,391        | 1.7      |
| 100    | グルマ圏         | グルマ＝ラロー                 | 11,000     | 32,451        | 3.0      |
| 101    | カイ圏           | カイ                           | 23,200     | 136,908       | 5.9      |
| 102    | キタ圏           | キタ                           | 39,000     | 50,488        | 1.3      |
| 103    | クーティアラ圏   | クーティアラ                   | 20,000     | 215,875       | 10.8     |
| 104    | マシーナ圏       | マシーナ                       | 30,000     | 84,891        | 2.8      |
| 105    | モプティ圏       | モプティ、ジェンネ             | 14,500     | 122,031       | 8.4      |
| 106    | ナラ圏           | ナラ、ムルディア               | 51,000     | 100,062       | 2.0      |
| 107    | ネマ圏           | ネマ、ティンベドラ             | 255,000    | 70,694        | 0.3      |
| 108    | ニアフンケ圏     | ニアフンケ                     | 22,400     | 131,573       | 5.9      |
| 109    | ニオロ圏         | ニオロ、イェリマネ             | 50,000     | 178,617       | 3.6      |
| 110    | サン圏           | サン                           | 15,000     | 149,131       | 9.9      |
| 111    | サタドゥグー圏   | サタドゥグー                   | 10,000     | 26,003        | 2.6      |
| 112    | セグー圏         | セグー                         | 40,000     | 193,173       | 4.8      |
| 113    | シカソ圏         | シカソ                         | 23,400     | 203,480       | 8.7      |
| 114    | トンブクトゥ圏   | トンブクトゥ、ブーレム、キダル | 500,000    | 60,874        | 0.1      |

- 圏番号はフランス領西アフリカ植民地全体で通し番号となっており、スーダン植民地は94番号以降が割り当てられている。
- ネマ圏は1954年にモーリタニア植民地（現在のモーリタニア）に割譲された[6]。

### スーダン共和国（1958年 - 1960年）
フランス共同体内に成立したスーダン共和国は、1960年6月7日に新たな地方行政法（N°60-5/AL-RS）を採択した。同法では行政区画を州-圏-郡-コミューン-村とし、部族地域にはフラクスィオンを設置することが規定された。また同日に採択された別の法律では、州を民事的人格と財政的自治を与えられた公的機関と定義した。
スーダン共和国はセネガルと共にマリ連邦として1960年6月20日にフランスから独立したが、連邦はセネガルの脱退によって2か月で瓦解し、同年9月22日にスーダン共和国はマリ共和国に改称した。連邦消滅時、スーダン共和国には6州、6圏、13コミューン（2種類に分けられる）があった。
- 州
  - バマコ州
  - カイ州
  - シカソ州
  - セグー州
  - モプティ州
  - ガオ州
- 圏
  - カイ圏
  - バマコ圏
  - ガオ圏
  - セグー圏
  - シカソ圏
  - ニオロ・デュ・サヘル圏
- コミューン（plein exercice）
  - バマコ
  - カイ
  - セグー
  - モプティ
  - シカソ
- 準コミューン（moyen exercice）
  - ガオ
  - カティ
  - キタ
  - クリコロ
  - クーティアラ
  - ニオロ・デュ・サヘル
  - サン
  - トンブクトゥ

### 第一共和制（1960年 - 1968年）

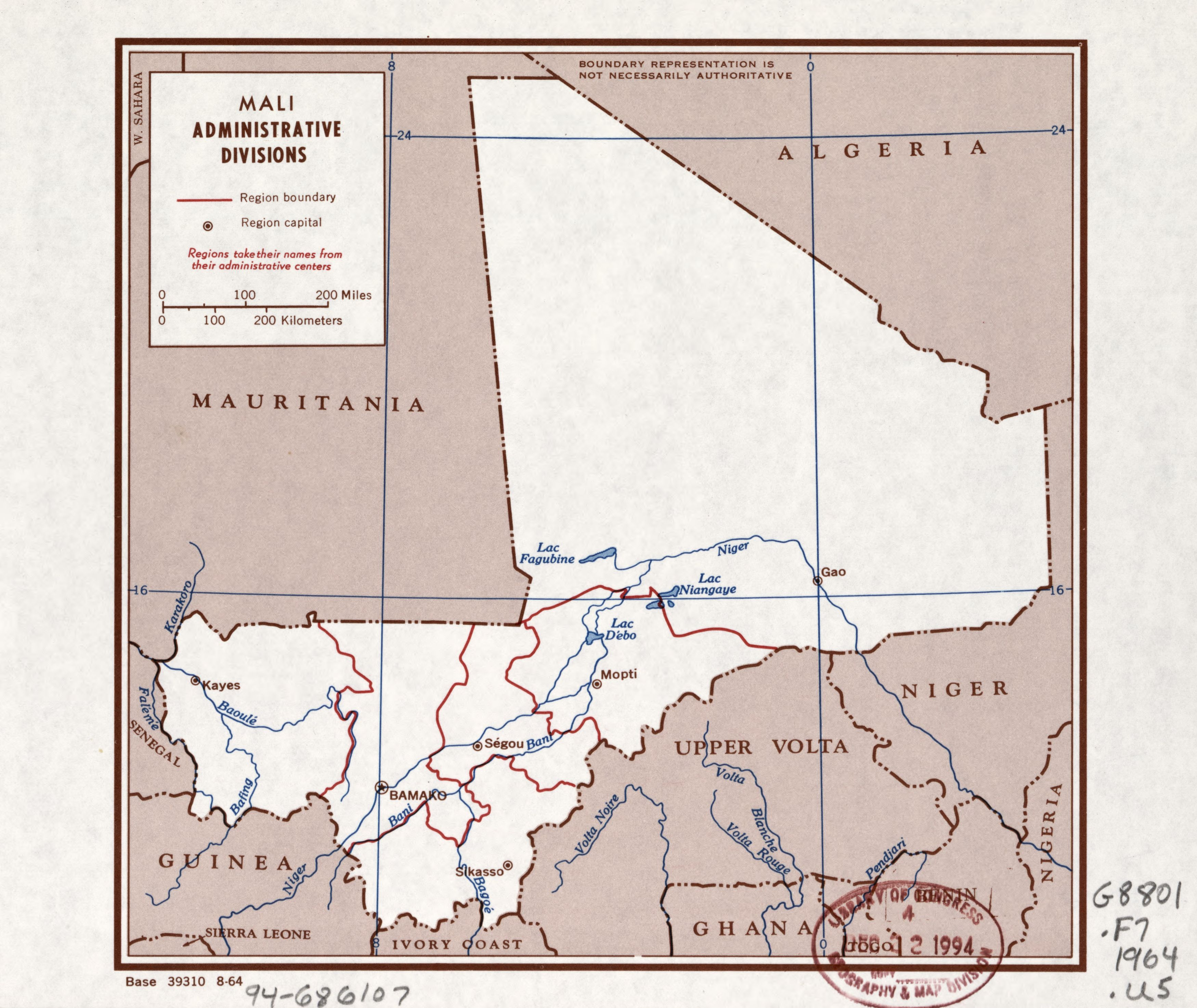
1964年の州の地図

独立後、モディボ・ケイタ政権は平等主義に基づく地方政治の刷新に取り組んだ。1966年3月2日、N°66-9/AN-RMによって2種類のコミューンは統合され単一のコミューンとなった。州は経済地域に改編され政府の任命した特別委員会が統治した。カントンは郡に置き換えられ、圏の数は6から41まで増加した。1968年11月19日の政権崩壊時点でマリ共和国には6経済地域、41圏、269郡、13コミューンが存在した。

### ムーサ・トラオレ政権下（1968年 - 1991年）
1968年11月19日、軍事クーデターで政権を奪取したムーサ・トラオレ率いる国民解放軍事委員会は、当初ケイタ政権の行政区画を保持した。1977年7月12日、新たな領土および行政改革法（N°77 44/CMLN）が採択され、経済地域は地方自治体の州に戻された。国土北部を占めていたガオ州からトンブクトゥ州が分立し、バマコ州は特別な地位にあるバマコ特別区とクリコロ州に再編された。また郡はコミューンに昇格する権利を得たが、1991年まで昇格した郡はなかった。
1982年、N°82-49/AN-RMによってN°77 44/CMLNは改正され、州、圏、郡に評議会が設置された。 評議会議員の任期は3年で、評議会の決定によって最長1年間延長することができた。また、同年に14番目のコミューンとしてブグニが創設された。

### 国民救済移行委員会（1991年 - 1992年）
1991年、ガオ州からキダル州が分立した。民政移行期にバナンバ、ディオイラ、バンディアガラ、ニオロ・デュ・サヘル、ジェンネがコミューンとなり、数は19になった。

### 第三共和制（1992年以降）

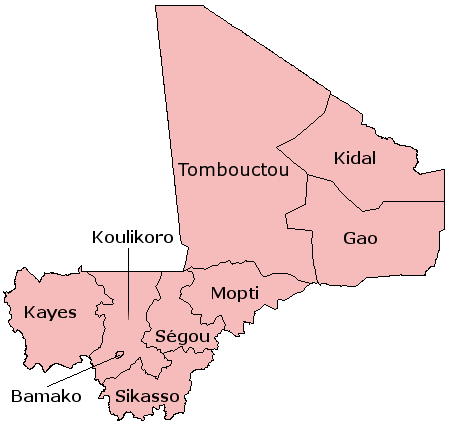
1991年から2012年の州

1992年6月8日にアルファ・ウマル・コナレが大統領に就任した時には8州、46圏、286郡、19コミューンがあった。コナレ大統領は地方分権を促進し、1996年には国土全域にコミューンが設置された。これによりコミューンは701まで大きく増加し、直ぐに2コミューンが新たに創設されたことで703コミューンとなった。また圏が3つ追加され、数は49圏となった。
次いで大統領となったアマドゥ・トゥマニ・トゥーレは地方行政の限界を感じ、2011年末に州および圏の増設を発表した（後述）。

## 現在の行政区画

### 州

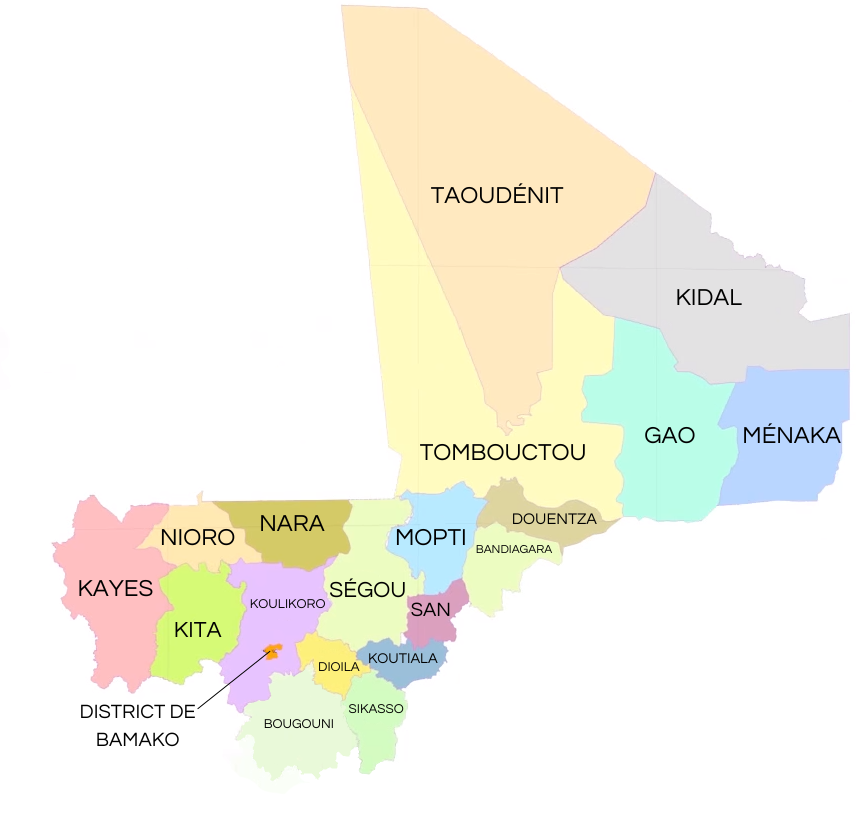
2023年以降の州

州（Région）は第一級行政区画で、19つに区分される。州は州議会によって管理され、州議会議員はコミューン議員から選出される。
2011年12月7日、アマドゥ・トゥマニ・トゥーレ政権は閣僚理事会で既存の8州を5年間で段階的に分割し、最終的に19州とする方針を決定した。最初に選ばれたのはタウデニ州とメナカ州で、12月14日に国民議会で2州を創設する法案が採択された。2012年3月2日に採択された地方行政区画法（N°2012-017）によると、以下の19州とバマコに区分される予定であった。
- カイ州（Région de Kayes）
- クリコロ州（Région de Koulikoro）
- シカソ州（Région de Sikasso）
- セグー州（Région de Ségou）
- モプティ州（Région de Mopti）
- トンブクトゥ州（Région de Tombouctou）
- ガオ州（Région de Gao）
- キダル州（Région de Kidal）
- タウデニ州（Région de Taoudénit） - トンブクトゥ州より分立
- メナカ州（Région de Ménaka） - ガオ州より
- ニオロ州（Région de Nioro） - カイ州より
- キタ州（Région de Kita） - カイ州より
- ディオイラ州（Région de Doïla） - クリコロ州より
- ナラ州（Région de Nara） - クリコロ州より
- ブグニ州（Région de Bougouni） - シカソ州より
- クーティアラ州（Région de Koutiala） - シカソ州より
- サン州（Région de San） - セグー州より
- ドゥエンツァ州（Région de Douentza） - モプティ州より
- バンディアガラ州（Région de Bandiagara） - モプティ州より
- バマコ特別区（District de Bamako）

しかし2012年1月に新州創設の対象地域となっていた北部地方で紛争が勃発し、トゥーレ大統領も3月のクーデターで失脚した。情勢の悪化と政局の混乱によってタウデニ州とメナカ州の創設は停滞し、2016年1月19日になってようやく州知事が任命され、10州となった。ただしタウデニ州の州都タウデニは反政府勢力が実効支配していたため、州知事・暫定州評議会はバマコで執務を行っていた。
未設置の9州についても国民議会で議論が行われ、2018年にネット上へ流出した文章では9州にグルマ州を加えた10州が挙がっていた。2020年の軍事クーデター後、軍事政権は20州のうち13州の州知事に軍人を任命したと報じられた。12月2付けで州知事に任命されたのはバマコを含めた17名で、シカソ州、セグー州、タウデニ州、グルマ州は掲載されていない。ニオロ州、キタ州、ディオイラ州、ナラ州、ブグニ州、クーティアラ州、サン州、ドゥエンツァ州、バンディアガラ州については圏や郡の創設する法案が存在せず、これらが無い状態であった（タウデニ州、メナカ州についてはN°2012-018で規定済み）。
なおSNS上では2020年11月末頃より「20州とバマコ特別区が存在する」という「新しい行政協定」が流布されているが、領土管理省は同行政協定は2008年の草案であり同省は何も発表していないと主張している。また「新しい行政協定」に「第20州」として掲載されているグルマ州は実際には存在せず、2023年3月時点でグルマ＝ラロー圏の住民が独自の州創設を要望している状態である。
2023年2月22日、新たな地方行政法が採択され、19州とバマコで構成されることが規定された。州は2012年の法案を踏襲しており、圏・郡が設置されていなかった9州にも新たに行政区画が設定された。
首都バマコは特別区として州と同等の扱いを受ける。2023年3月13日に公布された「バマコ特別区の地位に関する法案（N°2023-005）」によると、バマコ特別区は7つの行政区（Arrondissement）から成る。バマコ特別区には圏と郡は設置されていない。2023年までは7つのコミューンで構成されていたが、N°2023-005によってコミューンは廃され、単一の自治体へ移行した。
| コード | 州名             | フランス語名 | 州都                 | 人口 (2022年) | 面積 (km2) | 人口密度 (人/km2) | 圏数 | 郡数 | コミューン数 | 村・フラクスィオン・ カルティエ |
| ------ | ---------------- | ------------ | -------------------- | ------------- | ---------- | ----------------- | ---- | ---- | ------------ | ------------------------------- |
| 00     | バマコ特別区     | Bamako       | -                    | 4,227,569     | 252        | 16,776.1          | -    | -    | -            | 99                              |
| 19     | バンディアガラ州 | Bandiagara   | バンディアガラ       | 868,916       | 24,850     | 35.0              | 9    | 30   | 52           | 1,024                           |
| 15     | ブグニ州         | Bougouni     | ブグニ               | 1,570,979     | 36,670     | 42.8              | 10   | 30   | 57           | 1,010                           |
| 13     | ディオイラ州     | Dioïla       | ディオイラ           | 675,965       | 12,330     | 54.8              | 6    | 13   | 23           | 361                             |
| 18     | ドゥエンツァ州   | Douentza     | ドゥエンツァ         | 170,189       | 23,310     | 7.3               | 6    | 18   | 24           | 273                             |
| 07     | ガオ州           | Gao          | ガオ                 | 727,517       | 100,000    | 7.3               | 16   | 41   | 43           | 428                             |
| 01     | カイ州           | Kayes        | カイ                 | 1,840,329     | 63,210     | 29.1              | 10   | 33   | 65           | 963                             |
| 08     | キダル州         | Kidal        | キダル               | 83,192        | 150,000    | 0.6               | 9    | 29   | 30           | 211                             |
| 12     | キタ州           | Kita         | キタ                 | 681,671       | 35,680     | 19.1              | 6    | 14   | 33           | 374                             |
| 02     | クリコロ州       | Koulikoro    | クリコロ             | 2,255,157     | 47,040     | 47.9              | 8    | 29   | 61           | 1,218                           |
| 16     | クーティアラ州   | Koutiala     | クーティアラ         | 1,169,882     | 14,600     | 80.1              | 8    | 22   | 46           | 396                             |
| 10     | メナカ州         | Ménaka       | メナカ               | 318,876       | 78,100     | 4.1               | 6    | 18   | 25           | 276                             |
| 05     | モプティ州       | Mopti        | モプティ             | 935,579       | 26,550     | 35.2              | 8    | 34   | 50           | 785                             |
| 14     | ナラ州           | Nara         | ナラ                 | 307,777       | 31,250     | 9.8               | 6    | 10   | 12           | 286                             |
| 11     | ニオロ州         | Nioro        | ニオロ・デュ・サヘル | 678,061       | 23,350     | 29.0              | 6    | 14   | 31           | 400                             |
| 17     | サン州           | San          | サン                 | 820,807       | 14,200     | 57.8              | 7    | 17   | 42           | 832                             |
| 04     | セグー州         | Ségou        | セグー               | 2,455,263     | 52,100     | 47.1              | 11   | 35   | 78           | 1,512                           |
| 03     | シカソ州         | Sikasso      | シカソ               | 1,533,123     | 20,800     | 73.7              | 8    | 21   | 52           | 667                             |
| 09     | タウデニ州       | Taoudénit    | タウデニ             | 100,358       | 292,000    | 0.3               | 6    | 30   | 30           | 377                             |
| 06     | トンブクトゥ州   | Tombouctou   | トンブクトゥ         | 974,278       | 206,000    | 4.7               | 13   | 34   | 53           | 1,220                           |

### 圏

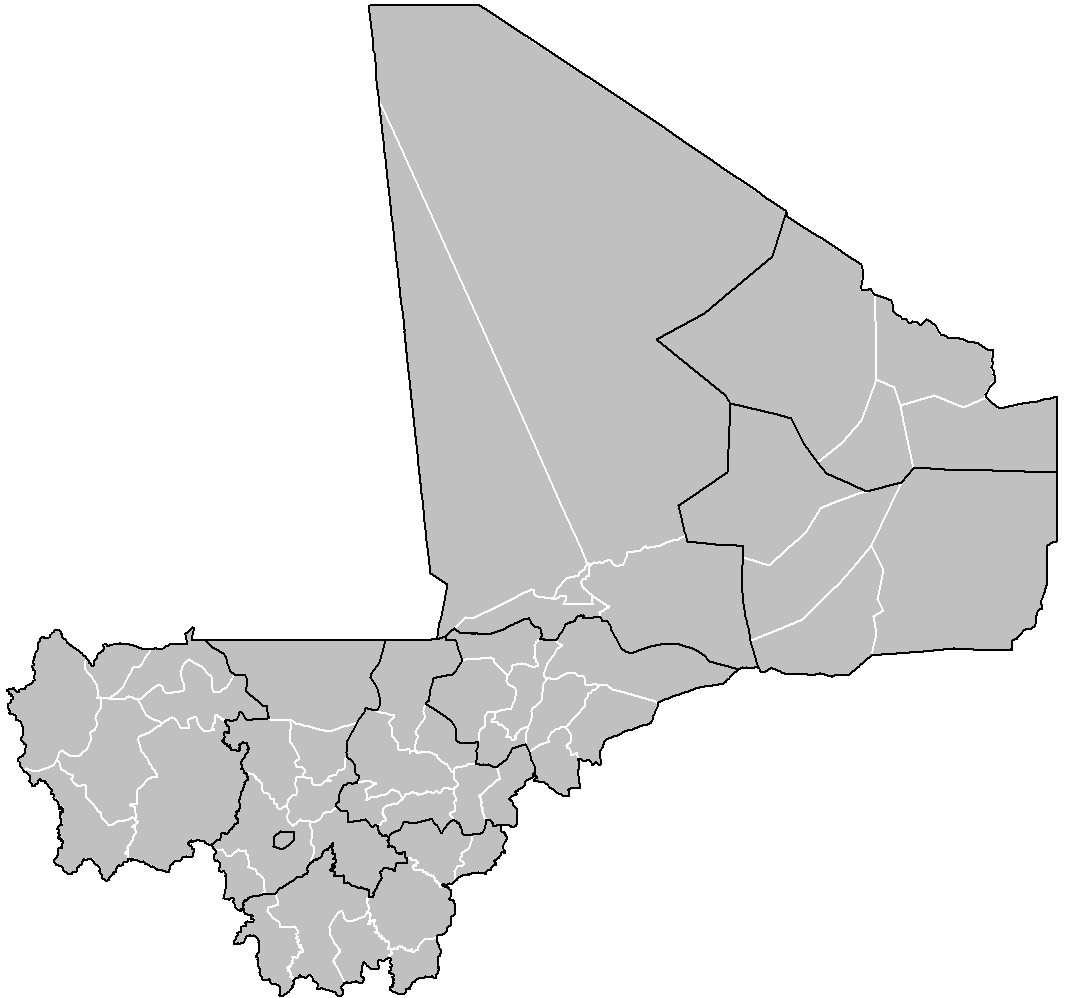
マリの圏（2008年時点）

圏（cercle）は第二級行政区画で、幾つかのコミューンが集まって構成し、法人格が付与され独立した財政を有する自治体である。マリ共和国には圏が156存在している。圏議会議員はコミューン議員から選出され5年間の任期となっている。
圏には以下に示す業務を所掌している。
- 圏の予算と報告。
- 環境の保護。
- 圏の領域管理と物権の獲得。
- 圏にとって重要な施設の管理について政策の作成。次に示す分野が特に重点を置いている。基礎教育、保健センター、幾つかの道路基盤と農業水利。
- 田園でのアグロフォレストリーに関わる生産活動の組織。
- 伝統と観光活動の組織。
- 圏機関および管理業務の組織化。
- 建設や供給市場およびリース契約その他について。
- 圏内の特定役務や法律により定められた上限額内での税基準および税率の固定。
- 資本介入、融資保証および裏書、助成金および手当の保証。
- マリの共同体と外国の姉妹都市プロジェクトや協力活動。
- 業務担当者と圏機関の法令適用のあり方。
- 寄付金、補助金および遺産の承認または拒否。

圏議会は、圏に関する全ての事項について意見を発することができ、国または州の開発プロジェクトの実現のために協議をしなければならない。
2023年に創設された圏の中には、住民が遊牧民であるため定住人口が極端に少ない「幽霊圏」の存在が指摘されている。
| 州               | 圏 |
| ---------------- | --- |
| バマコ特別区     | - |
| カイ州           | カイ圏（Kayes）、バフーラベ圏（Bafoulabé）、イェリマネ圏（Yélimané）、ケニエバ圏（Kéniéba）、アンビデディ圏（Ambidédi）、アウルー圏（Aourou）、ディアムー圏（Diamou）、ウッスビディアガナ圏（Oussoubidiagna）、セガラ圏（Ségala）、サディオラ圏（Sadiola） |
| クリコロ州       | クリコロ圏（Koulikoro）、バナンバ圏（Banamba）、カンガバ圏（Kangaba）、カティ圏（Kati）、コロカニ圏（Kolokani）、ニャミナ圏（Nyamina）、シビー圏（Siby）、ネゲラ圏（Néguéla） |
| シカソ州         | シカソ圏（Sikasso）、カディオロ圏（Kadiolo）、ダンデレッソ圏（Dandérésso）、キニャン圏（Kignan）、ケレラ圏（Kléla）、ロブーグーラ圏（Lobougoula）、ルールーニ圏（Loulouni）、ニエナ圏（Niéna） |
| セグー州         | セグー圏（Ségou）、ブラ圏（Bla）、バルーエリ圏（Barouéli）、ニオノ圏（Niono）、マシーナ圏（Macina）、ディオロ圏（Dioro）、ファラコ圏（Farako）、ナムパラ圏（Nampala）、ソコロ圏（Sokolo）、マルカラ圏（Markala）、サロ圏（Sarro） |
| モプティ州       | モプティ圏（Mopti）、ジェンネ圏（Djenné）、テネンクー圏（Ténenkou）、ユーワルー圏（Youwarou）、コンナ圏（Konna）、コリヤンゼ圏（Korientzé）、ソファラ圏（Sofara）、トゴレ＝クンベ圏（Toguéré-Coumbé） |
| トンブクトゥ州   | トンブクトゥ圏（Tombouctou）、グンダム圏（Goundam）、ディレ圏（Diré）、ニアフンケ圏（Niafunké）、グルマ＝ラロー圏（Gourma-Rharous）、バンタグーグー圏（Bintagougou）、サラフェレ圏（Saraféré）、バンバラ＝マウーデ圏（Bambara-Maoudé）、レレー（Léré）、ゴシ圏（Gossi）、トンカ圏（Tonka）、ベール圏（Ber）、ガルガンド圏（Gargando）                                                                                 |
| ガオ州           | ガオ圏（Gao）、ブーレム圏（Bourem）、アンソンゴ圏（Ansongo）、アルムストラ圏（Almoustrat）、バンバ圏（Bamba）、ワーアッタグーナ圏（Ouattagouna）、ソニ・アリベル圏（Soni Aliber）、ジュボック圏（Djebock）、タラテイエ圏（Talataye）、テッシ圏（Tessit）、ンティリット圏（N'Tillit）、ガベロ圏（Gabéro）、エルサネ圏（Ersane）、タバンコール圏（Tabankort）、タンアウケー圏（Tin-Aouker）、カサンベレ圏（Kassambéré） |
| キダル州         | キダル圏（Kidal）、アベイバラ圏（Abeibara）、タンエサッコ圏（Tin-Essako）、テッサリト圏（Tessalit）、アチボゴ圏（Achibogho）、アネフィフ圏（Anéfif）、ティメトリンヌ圏（Timétrine）、アゲルホク圏（Aguel-Hoc）、タカロテ圏（Takalote） |
| タウデニ州       | タウデニ圏（Taoudénit）、アラウアンヌ圏（Araouane）、フーム・アルバ圏（Foum-Alba）、ブージェ＝ベア圏（Boudje-Béha）、アル＝ウーシェ圏（Al-Ourche）、アシュラト圏（Achouratt） |
| メナカ州         | メナカ圏（Ménaka）、ティダメヌ圏（Tidermène）、イネカール圏（Inékar）、オンドラムブーカーヌ圏（Andéramboukane）、アヌザグレーネ圏（Anouzagrène）、インラマワネ圏（Inlamawane (Fanfi)） |
| ニオロ州         | ニオロ・デュ・サエル圏（Nioro du Sahel）、ディーマ圏（Diéma）、ディアングーンテ・カマラ圏（Diangounté Camara）、サンダレ圏（Sandaré）、トロングーンベ圏（Troungoumbé）、ベマ圏（Béma） |
| キタ州           | キタ圏（Kita）、サガバリ圏（Sagabari） 、セベコロ圏（Sébékoro）、トゥーコト圏（Toukoto）、セフェト圏（Séféto-Nord）、シラコロ圏（Sirakoro） |
| ディオイラ州     | ディオイラ圏（Dioïla）、バンコ圏（Banco）、ベレコ圏（Béléko）、ファナ圏（Fana）、マッシグイ圏（Massigui）、メナ圏（Ména） |
| ナラ州           | ナラ圏（Nara）、バレ圏（Ballé）、ディリー圏（Dilly）、ムールディアー圏（Mourdiah）、ギレ圏（Guiré）、ファルー圏（Fallou） |
| ブグニ州         | ブグニ圏（Bougouni）、ヤンフォリラ圏（Yanfolila）、コロンディーバ圏（Kolondiéba）、ガラロ圏（Garalo）、クーマントゥー圏（Koumantou）、セリンゲ圏（Sélingué）、ウエレッセブーグー圏（Ouélessébougou）、カディアナ圏（Kadiana）、ファコラ圏（Fakola）、ドゴ圏（Dogo） |
| クーティアラ州   | クーティアラ圏（Koutiala）、ヨロッソ圏（Yorosso）、ンペッソバ圏（M'Pessoba）、モロバラ圏（Molobala）、クーリー圏（Koury）、コンセゲラ圏（Konséguéla）、クーニアナ圏（Kouniana）、ザンガッソ圏（Zangasso） |
| サン州           | サン圏（San）、トミニアン圏（Tominian）、キンパラナ圏（Kimparana）、ヤンガッソ圏（Yangasso）、ファンガッソ圏（Fangasso）、マンディアキュイ（Mandiakuy）、シイ圏（Sy） |
| ドゥエンツァ州   | ドゥエンツァ圏（Douentza）、ボレ圏（Boré）、オンボリ圏（Hombori）、ングマ圏（N'Gouma）、モンドロ圏（Mondoro）、ボニ圏（Boni） |
| バンディアガラ州 | バンディアガラ圏（Bandiagara）、コロ圏（Koro）、バンカス圏（Bankass）、ケンディー圏（Kendié）、ニンガリ圏（Ningari）、ディアルッサグー圏（Diallassagou）、サンガー圏（Sangha）、カニ圏（Kani）、ソコーラ圏（Sokoura） |

### 郡

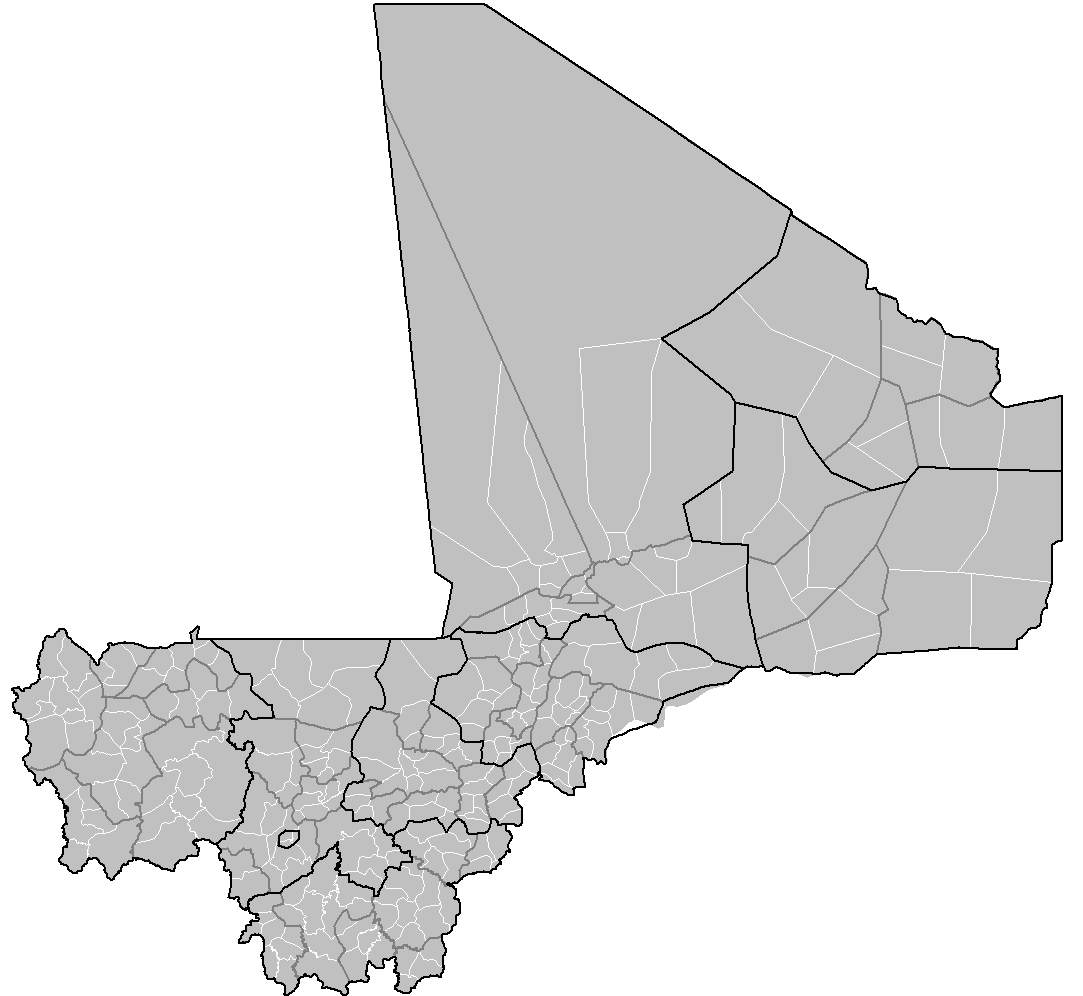
マリの郡（2008年時点）

郡（地区とも、arrondissement）とは、圏とコミューンの間にあるが、圏やコミューンと異なり行政権および行政当局を持たない。これは、単に土地の境界として存在し、管理業務を円滑にするため区分されたものである。一部にはコミューンと郡が一致するところもある。

### コミューン
コミューン（Commune）は第三級行政区画で、国内に819のコミューンが存在している。これについて、都市となっている19の一級コミューンと684の新コミューン（18の都市的コミューンと666の農村コミューン）がある。
最初のコミューンは、フランス領スーダンにやってきたフランス人入植者によって確立される（1918年にバマコを皮切りに1955年にはガオでコミューンが成立している）。1992年、バナンバ、ニオノ、ディレ、ディオイラおよびバンディアガラでコミューンが成立する。
1996年11月4日のコミューン確立法に基づき、旧市街地区を含まない範囲を対象に新しい都市および農村コミューンとして再編成される。
コミューンは直接普通選挙によって選出されたコミューン議会によって運営される。コミューンの首長と議員は被選挙権を持つ地元民から選出され、コミューン事務局を形成する。コミューンの専門分野には児童教育、識字、一次健康管理や出産、地元の重要インフラストラクチャーの管理および環境を含んでいる。

### フラクスィオン
フラクスィオン（Fraction）とは、主に村落に属する住居の断片を構成している。これは、遊牧生活と住居の不安定な形態のため見られるものであり、フラクスィオンはマリ北部で非常に多い。この地帯では、遊牧民達は村落または水源のそばに即座に設置して家族を代表する。他の地方においてフラクスィオンは生産活動のための自家設備（農業や畜産）が実際の姿である。このため、更に南の地方では、フラクスィオンは主に1970年から1973年と1985年に発生した旱魃の結果、北部地方から流入してきたフラニ族の居住者たちの間で作られている。
フラクスィオンはコミューンに含まれており遊牧民の人口を再編成する。